# Albert Sydney Hornby
Albert Sydney (lub Sidney) Hornby (ur. 1898 w Chester, zm. 1978) – angielski językoznawca, leksykograf, pionier nauczania języka angielskiego jako obcego. Jest autorem Oxford Advanced Learner’s Dictionary of Current English, pierwszego i dotąd rozwijanego słownika języka angielskiego dla użytkowników nienatywnych. 
Hornby służył podczas pierwszej wojny światowej w Royal Navy, po czym w roku 1924 ukończył fakultet języka i gramatyki angielskiej na University College London, po czym w r. 1924 z polecenia UCL podjął młodego japońskiego naukowca, który zaprosił go do Japonii jako nauczyciela literatury angielskiej na wyższej szkole handlowej w Oita na wyspie Kiusiu. Już podczas pierwszego roku pobytu w Japonii zainteresował się nauczaniem języka angielskiego dla cudzoziemców. Fascynacja glottodydaktyką spowodowała jego zainteresowanie językoznawstwem. Jeszcze podczas pobytu w Japonii nawiązał współpracę z językoznawstwem Haroldem E. Palmerem w dziedzinie słownictwa. Wspólnie opracowali listę kolokacji i metodę ich nauczania (Palmer-Hornby approach). W roku 1927 opublikował swój pierwszy artykuł na temat gramatyki: Some grammatical implications od doubt and negation. 
Wspólnie z E. V. Gatenbym i H. Wakefieldem opracował nowy typ słownika - jednojęzyczny słownik dla uczących się języka angielskiego i posługujących się nim jako obcym. Pierwsze wydanie ukazało się w Tokio pod tytułem The Idiomatic and Syntactic English. Jeszcze przed publikacją słownika w japońskim wydawnictwie Kaitakusha Hornby wysłał kopię w maszynopisie do British Council do B. Ifora Evansa. Po ataku na Pearl Harbor Hornby przebywał w areszcie domowym, z którego został zwolniony po wymianie na jeńców japońskich. Hornby wyjechał do pracy w British Council do Iranu, tymczasem pierwodruk słownika dotarł do Humphreya S. Milforda, dyrektora Oxford University Press, który wydał go w r. 1943. W roku 1963 założył fundację A. S. Hornby Educational Trust,, która do dziś patronuje słownikowi i wspiera nauczanie języka angielskiego za granicą. 